# Grégoire Jacq
Grégoire Jacq (* 9. November 1992 in Clermont-Ferrand) ist ein französischer Tennisspieler.

## Karriere
Grégoire Jacq spielt hauptsächlich Turniere auf der dritt- und zweitklassigen Future und Challenger Tour. Auf der Future Tour konnte er bislang drei Einzel- und 14 Doppeltitel gewinnen.
2017 erhielt Jacq zusammen mit Hugo Nys eine Wildcard für das Doppelfeld bei den French Open. In der ersten Runde traf er auf das deutsche Duo Jan-Lennard Struff und Mischa Zverev, gegen die er in drei Sätzen unterlag. Im Einzel ist ein 332. Rang vom Oktober 2018 seine beste Platzierung, während er im Doppel Mitte 2024 den Sprung in die Top-100 der Weltrangliste geschafft hat.

## Erfolge
| Legende (Anzahl der Siege)  |
| Grand Slam                  |
| ATP World Tour Finals       |
| ATP World Tour Masters 1000 |
| ATP World Tour 500          |
| ATP World Tour 250          |
| ATP Challenger Tour (11)    |

### Doppel

#### Turniersiege
| Nr. | Datum              | Turnier    | Belag         | Partner        | Finalgegner                           | Ergebnis          |
| --- | ------------------ | ---------- | ------------- | -------------- | ------------------------------------- | ----------------- |
| 1.  | 17. Juni 2023      | Lyon (1)   | Sand          | Manuel Guinard | Constantin Frantzen Hendrik Jebens    | 6:4, 2:6, [10:7]  |
| 2.  | 24. Juni 2023      | Blois      | Sand          | Dan Added      | Théo Arribagé Luca Sanchez            | 6:4, 6:4          |
| 3.  | 7. Juli 2023       | Troyes     | Sand          | Manuel Guinard | Álvaro López San Martín Daniel Rincón | kampflos          |
| 4.  | 22. Juli 2023      | Amersfoort | Sand          | Manuel Guinard | Mats Hermans Sander Jong              | 6:4, 6:4          |
| 5.  | 12. August 2023    | Meerbusch  | Sand          | Manuel Guinard | Fernando Romboli Marcelo Zormann      | 7:5, 7:63         |
| 6.  | 13. Januar 2024    | Nonthaburi | Hartplatz     | Manuel Guinard | Francis Alcantara Sun Fajing          | 6:4, 7:66         |
| 7.  | 23. März 2024      | Zadar      | Sand          | Manuel Guinard | Roman Jebavý Zdeněk Kolář             | 6:4, 6:4          |
| 8.  | 15. Juni 2024      | Lyon (2)   | Sand          | Manuel Guinard | Markos Kalovelonis Wladyslaw Orlow    | 4:6, 6:3, [10:6]  |
| 9.  | 13. Juli 2024      | Salzburg   | Sand          | Manuel Guinard | Petr Nouza Patrik Rikl                | 2:6, 6:3, [14:12] |
| 10. | 15. September 2024 | Rennes     | Hartplatz (i) | Sander Arends  | Antoine Escoffier Joshua Paris        | 6:4, 6:2          |
| 11. | 22. März 2025      | Murcia     | Sand          | Orlando Luz    | Jesper de Jong Mats Hermans           | 6:4, 6:4          |

#### Finalteilnahmen
| Nr. | Datum         | Turnier | Belag | Partner        | Finalgegner                               | Ergebnis |
| --- | ------------- | ------- | ----- | -------------- | ----------------------------------------- | -------- |
| 1.  | 21. Juli 2024 | Båstad  | Sand  | Manuel Guinard | Orlando Luz Rafael Matos                  | 5:7, 4:6 |
| 2.  | 26. Juli 2024 | Umag    | Sand  | Manuel Guinard | Guido Andreozzi Miguel Ángel Reyes Varela | 4:6, 2:6 |